# Mirsk (gemeente)
De gemeente Mirsk is een stad- en landgemeente in het Poolse woiwodschap Neder-Silezië, in powiat Lwówecki.
De zetel van de gemeente is in Mirsk.
Op 30 juni 2004 telde de gemeente 9179 inwoners.

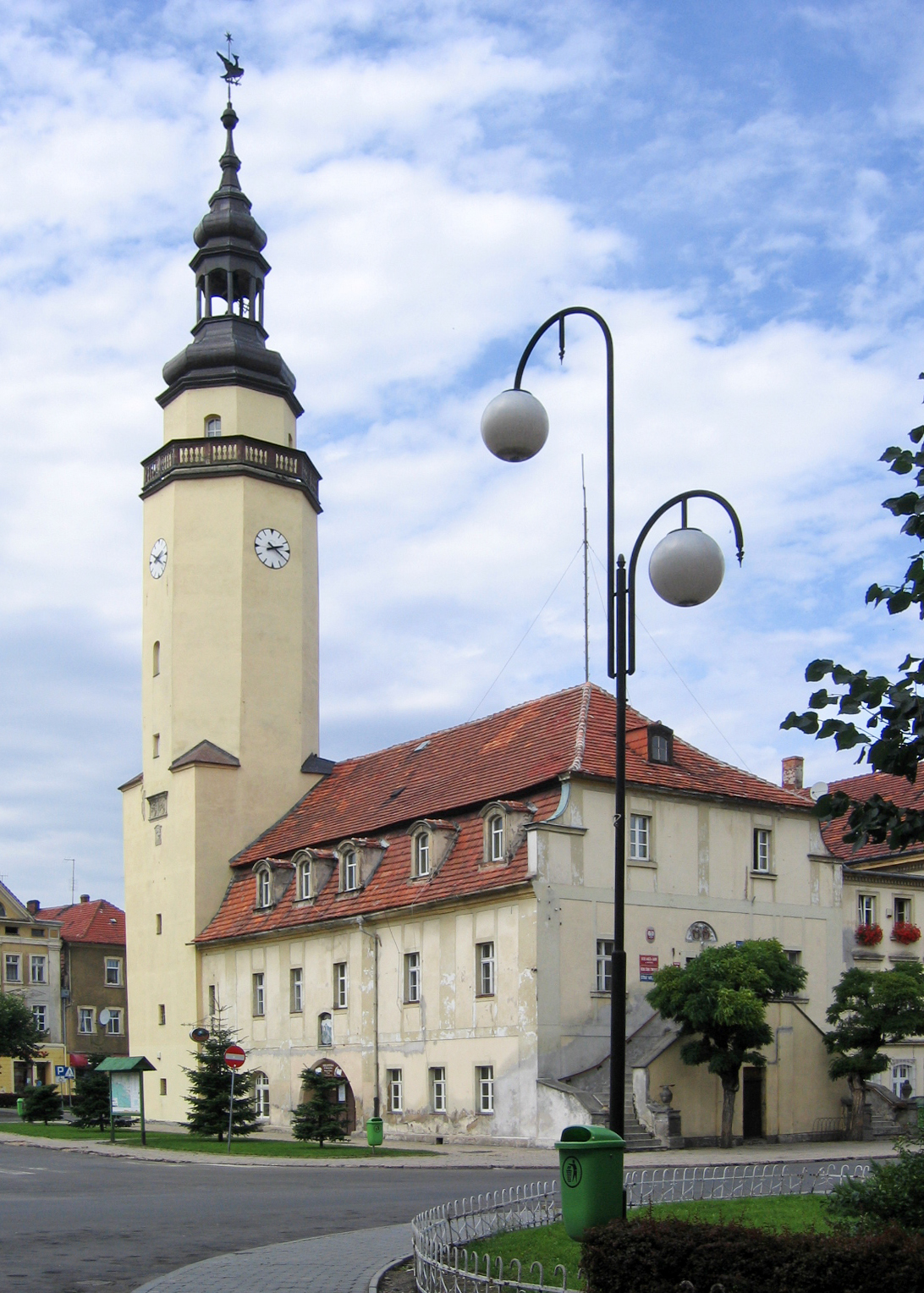
Raadhuis
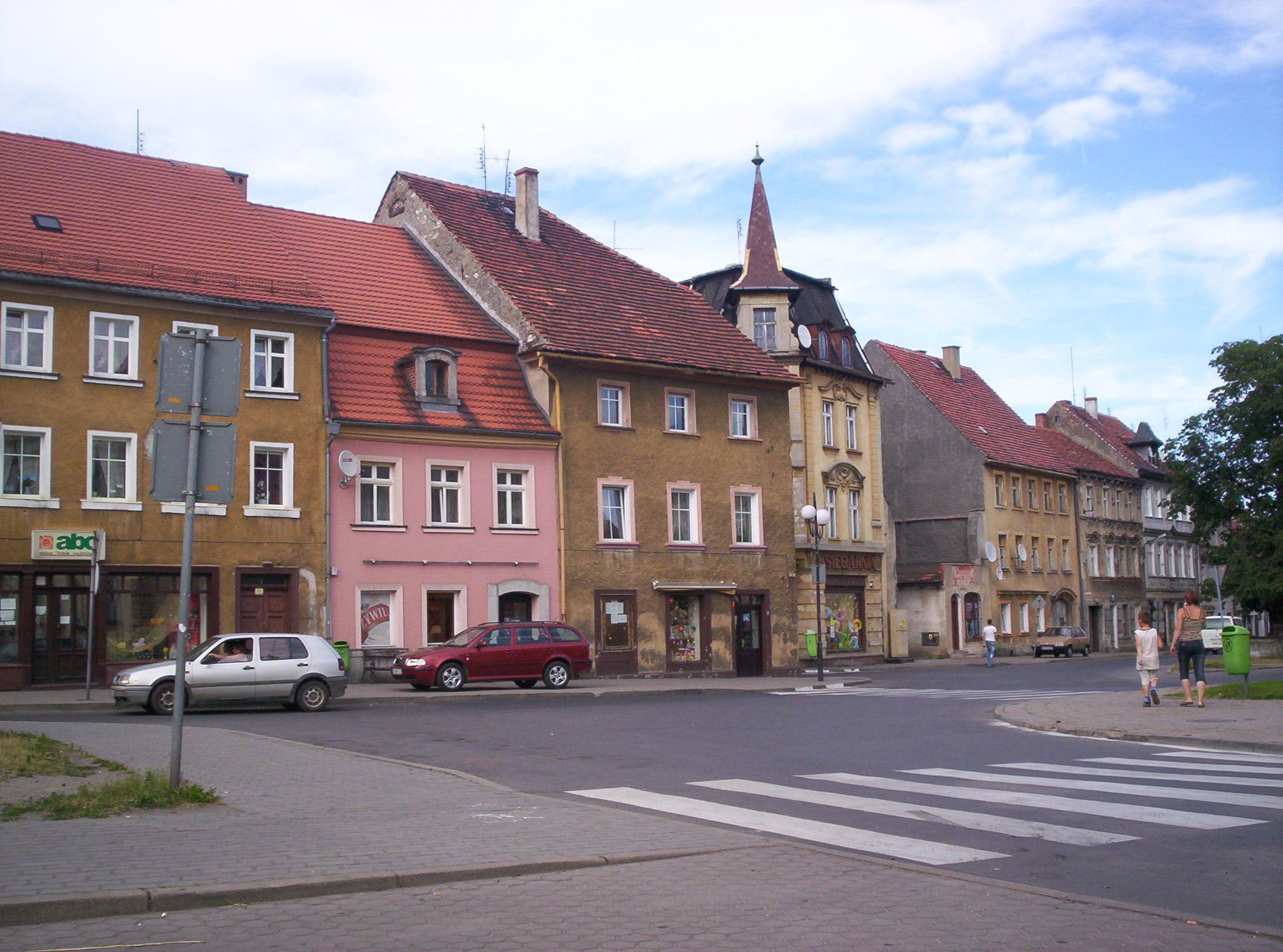
Plein in Mirsk

## Oppervlakte gegevens
In 2002 bedroeg de totale oppervlakte van gemeente Mirsk 186,57 km², waarvan:
- agrarisch gebied: 37%
- bossen: 55%

De gemeente beslaat 26,28% van de totale oppervlakte van de powiat.

## Demografie
Stand op 30 juni 2004:
| Omschrijving                   | Totaal | Totaal | Vrouwen | Vrouwen | Mannen | Mannen |
| ------------------------------ | ------ | ------ | ------- | ------- | ------ | ------ |
| eenheid                        | aantal | %      | aantal  | %       | aantal | %      |
| inwoners                       | 9179   | 100    | 4796    | 52,2    | 4383   | 47,8   |
| bevolkingsdichtheid (inw./km²) | 49,2   | 49,2   | 25,7    | 25,7    | 23,5   | 23,5   |

In 2002 bedroeg het gemiddelde inkomen per inwoner 1279,2 zł.

## Plaatsen
Mirsk, Brzeziniec, Gajówka, Giebułtów z przysiółkami, Gierczyn, Grudza, Kamień, Karłowiec, Kłopotnica, Kotlina, Krobica, Kwieciszowice, Mlądz, Mroczkowice, Orłowice, Proszowa, Przecznica, Rębiszów.

## Aangrenzende gemeenten
Gryfów Śląski, Leśna, Lubomierz, Stara Kamienica, Szklarska Poręba, Świeradów-Zdrój. De gemeente grenst aan Tsjechië.